# Globomedia
| Nume         | Globomedia                                                   |
| ------------ | ------------------------------------------------------------ |
| Tip          | Companie privată                                             |
| Înființare   | 1993                                                         |
| Fondatori    | Emilio Aragón Álvarez Daniel Écija                           |
| Servicii     | Seriale de televiziune Emisiuni de televiziune Muzică Cinema |
| Site oficial | http://www.globomedia.es                                     |

Globomedia este o companie de producție media și televiziune din Spania, care face parte din Trustul Grupo Globomedia. Aceasta a produs serii de televiziune de mare succes cum ar fi: Internatul, Familia Serrano, Oamenii lui Paco, 7 Vidas, seriale Spin-off: Ayda și Médico de familia, precum și emisiuni ca: El Informal, Caiga quien caiga sau Sé lo que hicisteis.... Este totodată și principalul motor și cel mai important producător, al canalului de televiziune spaniol LaSexta.

## Istoric
Globomedia S.A. este o companie de producție de televiziune, independentă, creată în 1993 de către un grup de tineri profesionali cu obiectivul de a produce conținuturi de televiziune de calitate.
La patru ani de la lansare, în 1994, asociații Globomedia, împreună cu cei de la compania Geca, au creat holding-ul Grupul Arbol, în prezent determinat de Grupul Globomedia. 
În 1999 se integrază în grupul producătoarei Promofilm cu sediul în Buenos Aires și Miami, lider de producție independentă în America Latină și pe piața spaniolă din Statele Unite.
În 2002 se înființeată Globomedia Música, companie care a produs câteva dintre cele mai de succes formații spaniole din ultimii ani: “El Sueño de Morfeo”, “Pignoise” sau “UPA”.
În 2006 se naște Hostoil, companie bască, care produce câteva din cele mai de succes formate din televiziunea autonomă bască. Începând cu februarie 2006, Globomedia face parte din Imagina Media Audiovisual, companie care a rezultat din fuziunea Globomedia și Mediapro. Imagina este una dintre primele companii producătoare de televiziune, independente, din Europa după volumul de producție, numărul de ore emise și prestația serviciilor tehnice.

## Televiziune
După ce au început cu programe de varietăți (Noche, noche; El gran juego de la oca), Globomedia și-a descoperit succesul în 1995 cu Médico de familia, serial care îl avea protagonist pe Emilio Aragon, și care povestea aventurile unui medic rămas văduv și cu copii de crescut. Serialul a ajuns să atingă audiența de vârf cu puțin peste nouă milioane de telespectatori și cu o cotă de audiență apropiată de 50%. Astăzi serialul este considerat ca fiind unul dintre cele mai de succes cu cea mai mare priză la public.
Începând de atunci Globomedia și-a bazat succesul pe seriale de televiziune, optând pentru trei teme: familia(Oamenii lui Paco, Familia Serrano), muncă(Periodistas, Oamenii lui Paco), tineri(Compañeros, Un paso adelante).
Serialele care îmbină informația cu umorul s-au bucurat și ele de succese: El informal, Caiga quien caiga, La noche... con Fuentes y cía). 
Un alt serial pe care au mizat a fost : El club de la comedia, care a introdus în Spania ceea ce în S.U.A. se numește stand-up comedy: monologuri comice recitate de un singur personaj în fața unui public. Începând de acolo Globomedia s-a implicat în turnee de teatru produse de ei, cu actori din staff-ul lor, și cu spectacole ca:  5hombres.com, 5mujeres.com y Hombres, mujeres y punto.
În ultimii ani, și-au încercat norocul cu genuri mai "serioase" ca și 59 secunde, prima emisiune a companiei care nu avea legătură nici cu ficțiunea nici cu umorul, sau în formate invovatoare cu supereroi, ci un serial cu episoade de 5-10 minute, concepute pentru a putea fi descărcate de pe mobil prin internet. 
Sistemul de filmare de la Globomedia se aseamănă cu cel aurit de la Hollywood. Se bazează pe treizeci de actori în medie, care trec de la emisiune la emisiune, în mod normal după criteriile de audiențe. 
Cele mai de succes seriale produse de globomedia ar fi: Oamenii lui paco, Internatul, Un medic în familie, Águila Roja . Cel mai recent serial produs de ei, El Barco, a avut premiera pe 17 ianuarie 2011, pe canalul de televiziune spaniol Antena3.

## Cinema
No te fallaré (2001) a presupus primul salt către producția cinematografică. Bazat pe serialul pentru tineri Compañeros, filmul vorbește despre viașa protagoniștilor din acest serial, la trei ani după absolvire. 
Decât în 2008 când Globomedia face următorul salt în cinematografie, cu filmul "Carlitos y el campo de los sueños", film pentru copii, regizat de Jesus de Cerro y protagonizat de Guillermo Campra. La finele lui 2008 au avut premiera filmului Fuga de Cerebros, o comedie cu adolescenți într-un stil pur american. cu Mario Casas și Amaia Salamanca și care s-a transformat în pelicula cu cele mai multe încasări pe 2009.
În aprilie 2010 a avut premiera filmul Aguila Roja datorită succesului mare pe care l-a avut serialul cu același nume, produs tot de Globomedia.
În 3 decembrie 2010 au lansat filmul 3MSC, o versiune mai nouă a filmului original produs în italia, film adaptat după romanul lui Federico Moccia, un scriitor italian. Protagoniștii peliculei au fost Mario Casas (Oamenii lui paco, Fuga de Cerebros, El Barco) și Maria Valverde. Filmul va avea și o a doua parte care se va numi "Tengo ganas de ti", și acesta bazat tot pe un roman al scriitorului italian.
3MSC a fost filmul spaniol cu cele mai mari încasări pe 2010 în Spania.